# Alain Ngalani
Pierre Alain Ngalani (Yaoundé, 7 luglio 1975) è un artista marziale misto, kickboxer e thaiboxer camerunese naturalizzato hongkonghese.
Combatte nella categoria dei pesi massimi per l'organizzazione singaporiana ONE.
Vanta inoltre una carriera di successo nella kickboxing e nella muay thai. In quest'ultima disciplina ha conquistato un totale di 16 titoli, incluso un mondiale nel 2004 e due Planet Battle, per la categoria dei pesi massimi, rispettivamente nel 2009 e nel 2010.

## Stile di combattimento
Soprannominato The Panther ("La pantera") per la sua robustezza e l'agilità nei movimenti, Ngalani è un atleta dinamico e dotato di un pugno pesante. Si trova a suo agio nel combattimento in piedi, dove è solito esibire un vasto repertorio di calci e pugni. Si distingue, in particolare, per la prestanza fisica e per i suoi caratteristici calci circolari e ad ascia. Non è altrettanto abile nella lotta a terra e nelle prese.
Buon incassatore, ha nella resistenza alla fatica il suo principale punto debole.

## Carriera nelle arti marziali miste

### ONE Championship
Ngalani compie il suo debutto nelle arti marziali miste relativamente tardi, all'età di 38 anni: individuato e messo sotto contratto dalla promozione singaporiana ONE, si presenta al pubblico asiatico il 13 settembre 2013 mettendo KO l'egiziano Mahmoud Hassan con un calcio rotante seguito da pugni.
Affermatosi quasi subito per la spettacolarità del suo esordio, nel match successivo subisce però la prima sconfitta in carriera arrendendosi contro il taiwanese Paul Cheng al primo round. Pur distinguendosi tra i volti dei pesi massimi per la spettacolarità dei suoi incontri, negli anni successivi Ngalani si rende protagonista di un percorso discontinuo alternando vittorie e sconfitte. Il 16 settembre 2017, sconfiggendo il judoka ed esperto di prese Hideki Sekine in soli tredici secondi, stabilisce il primato per la più veloce finalizzazione in un match della ONE. Successivamente affronta l'amico nonché campione ONE dei pesi medi Aung La Nsang nel primo match openweight nella storia della federazione, uscendone però sconfitto tramite sottomissione al primo round.

## Risultati nelle arti marziali miste
| Risultato  | Record  | Avversario          | Metodo                       | Evento                                             | Data              | Round | Tempo | Città               | Note                                             |
| ---------- | ------- | ------------------- | ---------------------------- | -------------------------------------------------- | ----------------- | ----- | ----- | ------------------- | ------------------------------------------------ |
| Sconfitta  | 4-6 (1) | Oumar Kane          | KO tecnico (pugni)           | ONE Championship 127: Unbreakable II               | 29 gennaio 2021   | 1     | 4:32  | Kallang, Singapore  |                                                  |
| Sconfitta  | 4-5 (1) | Mauro Cerilli       | KO tecnico (ginocchiate)     | ONE Championship 91: Reign of Valor                | 8 marzo 2019      | 1     | 2:30  | Yangon, Birmania    |                                                  |
| Vittoria   | 4-4 (1) | Tur-Ochir Ariunbold | Decisione (non unanime)      | ONE Championship 70: Iron Will                     | 24 marzo 2018     | 3     | 5:00  | Bangkok, Thailandia |                                                  |
| Sconfitta  | 3-4 (1) | Aung La Nsang       | Sottomissione (ghigliottina) | ONE Championship 62: Hero's Dream                  | 3 novembre 2017   | 1     | 4:31  | Yangon, Birmania    | Incontro openweight.                             |
| Vittoria   | 3-3 (1) | Hideki Sekine       | KO (pugno)                   | ONE Championship 61: Total Victory                 | 16 settembre 2017 | 1     | 0:13  | Giacarta, Indonesia | Record per il KO più rapido nella storia di ONE  |
| Sconfitta  | 2-3 (1) | Alexandre Machado   | Sottomissione (ghigliottina) | ONE Championship 45: Heroes of the World           | 13 agosto 2016    | 2     | 0:21  | Cotai, Macao        |                                                  |
| Vittoria   | 2-2 (1) | Igor Subora         | KO (pugni)                   | ONE Championship 32: Pride of Lions                | 13 novembre 2015  | 1     | 1:09  | Kallang, Singapore  |                                                  |
| Sconfitta  | 1-2 (1) | Chi Lewis Parry     | KO (gomitate)                | ONE Fighting Championship 18: War of Dragons       | 11 luglio 2014    | 1     | 4:11  | Taipei, Taiwan      |                                                  |
| No contest | 1-1 (1) | Chi Lewis Parry     | No contest (colpo basso)     | ONE Fighting Championship 16: Honor and Glory      | 30 maggio 2014    | 1     | 0:42  | Singapore           |                                                  |
| Sconfitta  | 1-1     | Paul Cheng          | Sottomissione (pugni)        | ONE Fighting Championship 13: Moment of Truth      | 6 dicembre 2013   | 1     | 4:54  | Pasay, Filippine    |                                                  |
| Vittoria   | 1-0     | Mahmoud Hassan      | KO (calcio rotante e pugni)  | ONE Fighting Championship 10: Champions & Warriors | 13 settembre 2013 | 1     | 0:31  | Giacarta, Indonesia | Debutto professionale nelle arti marziali miste. |

## Risultati nella kickboxing
| 25 Vittorie (23 per KO/TKO), 8 Sconfitte, 1 Pareggio, 3 No Contest |           |               |                                        |                          |       |       |
| Data                                                               | Risultato | Avversario    | Evento                                 | Modalità                 | Round | Tempo |
| 06-10-2018                                                         | Vittoria  | Andre Meunier | ONE Championship 81: Kingdom of Heroes | No contest (colpo basso) | 2     | 0:30  |
| 23-06-2018                                                         | Sconfitta | Tarik Khbabez | ONE Championship 74: Pinnacle of Power | KO tecnico (pugni)       | 3     | 1:45  |